# 高沢健太
高沢 健太（たかざわ けんた、1976年6月25日 - ）は、個人投資家、著作家、ファイナンシャルプランナー、株式会社IWS代表取締役、株式会社FIRE CEO、たかざわ式おかね塾・塾長。
値幅を最大限にとる株式投資の手法が話題を呼び、値幅名人の愛称で呼ばれている。
株式投資で100万円の元手から、わずか1年4ヶ月で資産1億円の利益を作ることに成功した経緯をもつ。

## 経歴
春日部市立大沼中卒業・神奈川県立綾瀬西高校卒業。1997年 アサヒ飲料株式会社入社(現アサヒビールHD)。2012年2月アクサ生命株式会社に入社。2014年4月ライフフォースサポート株式会社、創業メンバーとして参画。2016年10月株式投資を始める。2017年12月株式会社IWSを設立。2018年8月より「ミリオネア株式投資家クラブ」発足。2018年10月、著書「億トレ投資法」をClover出版より発刊。2024年3月、著書「たかざわ式やさしい投資の家計簿術」を宝島社より発刊。2024年4月より「たかざわ式おかね塾」を発足し塾長を努める。

## メディア掲載

### 雑誌
- 週刊SPA[いつ?]
- ￥SPA[いつ?]
- 週刊ダイヤモンド[いつ?]

### テレビ番組
- TOPの言霊

## 出版書籍
- 値幅名人 高沢健太の億トレ投資法 【DVDブック】史上最速! 最小知識! で1億円！（Clover出版、2018年10月、ISBN 978-4908033476）
- 1億円稼ぐ空売りの極意（KKベストセラーズ、2020年9月、ISBN 978-4584139707）
- 究極の億トレ投資法 完全版（Clover出版、2020年10月、ISBN 978-4908033926）
- 初心者でもザクザク儲かる!CFDかんたんトレード（秀和システム、2022年6月、ISBN 978-4798064864）
- たかざわ式やさしい投資の家計簿術（宝島社、2024年3月、ISBN 978-4299052599）